# Kait
Kait és un cràter sobre la superfície del planeta nan Ceres, situat amb el sistema de coordenades planetocèntriques a -2.08 ° de latitud nord i 0.02 ° de longitud est. Fa un diàmetre de 0.4 km. El nom va ser fet oficial per la UAI el 24 de juliol del 2015 i fa referència a Kait, deessa del gra de la mitologia hitita. Aquest cràter s'utilitza per definir el primer meridià de Ceres.